# 補給
補給（ほきゅう、英: military supply-chain management）は、軍事行動に必要な資源を供給し、管理し、配給するための兵站の機能の一つである。

## 概要
軍事組織では大量の資源を確保する補給を兵站の主要な機能の一つに位置づけている。兵站において補給を行う物資は大別して装備と軍用品に分けることができる。
装備には車両、兵器システム、通信機器、整備用具などが含まれ、軍用品は装備の機能を発揮させるための必需品である弾薬や燃料、食糧、薬品、地図、被服などが含まれる。補給という兵站の機能を理解するためには補給管理と補給作戦の二つの側面から描き出すことができる。
補給管理とは在庫統制、在庫管理、在庫準備、徴用徴発、受納、取引業務、会計処理を指す。補給管理は直感的には規則的な作業やコンピュータ作業に単純化することができそうに見えるが、人間の判断と工夫が常に必要とされる活動領域である。なぜなら、効果的な補給とは計画的で経済的であるだけでなく、多様な事態に柔軟に対応することが求められるためである。例えば前線の戦闘の激化、膠着によって、弾薬などの消費量は大きく増減するし、途中で集積所や補給部隊が攻撃を受けることによって、計画に大きな狂いが生じるため、そのことを予測して計画を策定したり、事後に計画の修正が必要になるからである。また、補給管理の担当者は兵站計画の策定や実施においてどれだけでの必要な資源と利用できる資源が一致しているかどうかを確認しなければならず、それは戦闘の状況、部隊の戦力構造などを総合して判断しなければならない。
補給作戦では部隊の要請に応じて使用可能な物資である備蓄を扱う補給に関する作戦行動であり、備蓄展開、補給基地、受領、備蓄保管、備蓄支給、備蓄配給、備蓄処分を指す。備蓄はそれを保管を実施する部隊によって配置され、輸送隊と連繋しながら、作戦地域に備蓄を展開し、最終的に戦闘部隊に配給していく。この補給システムを概観するために前方戦闘地域、後方戦闘地域、連絡地域、そして、本拠地域に区分する。本拠地の備蓄管理部隊は輸送によって連絡地域に配置された備蓄管理部隊に集約される。ここから後方戦闘地域に複数展開する各部隊を経由して前方戦闘地域の軍団や師団の備蓄管理部隊に備蓄が展開され、最終的に最前線の大隊や連隊の拠点に備蓄が行き渡り、戦闘部隊が配給を受けることができるようになる。